# Lazarus (série d'animation)
Lazarus (LAZARUS ラザロ, Razaro) est une série d'animation originale produite par les studios MAPPA et Sola Entertainment et est réalisée par Shinichirō Watanabe. Elle est diffusée pour la première fois à partir du 6 avril 2025 au Japon sur TV Tokyo et aux États-Unis sur Toonami sur Adult Swim. En France, elle est disponible sur Max.

## Synopsis
Dans une utopie, en l'année 2052, le docteur Skinner, neuroscientifique de génie, découvre un antalgique miracle appelé « Hapna », qui soulage complètement la douleur de son utilisateur. Peu après, le docteur disparaît de la surface de la Terre. Trois ans plus tard, en 2055, Skinner réapparaît dans une vidéo en ligne pour annoncer que tous ceux qui ont pris ce médicament, mourront bientôt,.
Une équipe spéciale, nommée « Lazarus » et constituée de cinq agents, a pour mission de localiser le docteur Skinner et créer un remède,.

## Personnages
Axel Gilberto (アクセル・ギルベルト, Akuseru・Giruberuto)
Voix japonaise : Mamoru Miyano, voix anglaises : Jack Stansbury
Douglas « Doug » Hadine  (ダグラス・"ダグ"・ハディン, Dagurasu・"Dagu"・Hadin)
Voix japonaise : Makoto Furukawa (ja), voix anglaises : Jovan Jackson
Christine « Chris » (クリスティン ・"クリス", Kurisutin・"Kurisu")
Voix japonaise : Maaya Uchida, voix anglaises : Luci Christian (en)
Leland (リーランド, Rīrando)
Voix japonaise : Yuma Uchida (ja), voix anglaises : Bryson Baugus (en)
Eleina (エレイナ, Ereina)
Voix japonaise : Manaka Iwami (ja), voix anglaises : Annie Wild
Hersch (ハーシュ, Hāshu)
Voix japonaise : Megumi Hayashibara, voix anglaises : Jade Kelly
Abel (アベル, Aberu)
Voix japonaise : Akio Ōtsuka, voix anglaises : Sean Patrick Judge
Dr. Skinner (スキナー博士, Sukinā-hakase)
Voix japonaise : Kōichi Yamadera, voix anglaises : David Matranga (en)

## Production
Le 20 juillet 2023, Adult Swim annonce une nouvelle série qui sera réalisée par Shinichirō Watanabe, notamment connu pour avoir réalisé la série télévisée animée Cowboy Bebop. Chad Stahelski, connu pour avoir réalisé la franchise cinématographique John Wick, a conçu les séquences d'action. Pour la composition musicale, la série présente une partition du saxophoniste Kamasi Washington et des producteurs, DJ et musiciens Bonobo et Floating Points. L'animation de la série est réalisée par le studio MAPPA, tandis que Sola Entertainment gère la production générale.
Deux jours plus tard, le 22, une bande-annonce de la série a été diffusée lors du panel « Toonami on the Green » d'Adult Swim au Comic-Con de San Diego,. En juillet 2024, il est annoncé que la série sera diffusée en 2025.
Dans une interview réalisée en octobre 2024, Watanabe a déclaré que la crise des opioïdes était l'une des inspirations qu'il avait eues pour créer l'anime. Il a mentionné que l'équipe de production avait travaillé en étroite collaboration avec Stahelski afin qu'ils puissent se voir pour s'occuper des chorégraphies de scènes de combat et sur la façon dont l'équipe devait recruter des animateurs en dehors du Japon en raison d'un manque d'animateurs expérimentés qu'ils pouvaient recruter au niveau national pour de telles séquences. Dans une interview de novembre 2024, Watanabe a mentionné qu'il tenait les films John Wick en haute estime pour la façon dont les scènes de combat étaient réalisées.
En décembre 2024, un nouveau visuel a été publié avec l'annonce que Kamasi Washington composerait la chanson du générique de début Vortex, tandis que The Boo Radleys interpréterait la chanson du générique de fin Lazarus. Dark Will Fall interprétée par Bonobo avec Jacob Lusk (en) est utilisée comme chanson d'introduction au début du premier épisode.
En janvier 2025, il a été annoncé que la série serait diffusée au Japon à partir d'avril 2025 sur TV Tokyo et ses filiales, accompagnée de la sortie d'un nouveau visuel. Adult Swim a suivi avec une annonce peu de temps après sur Instagram que la série serait également diffusée le même mois sur son réseau. En février 2025, il a été annoncé que la série serait diffusée à partir du 6 avril 2025, dans des diffusions quasi simultanées au Japon et aux États-Unis.

## Réception
Ryan Gaur d'IGN a attribué la note de 5/10 aux cinq premiers épisodes de la série. Il a qualifié l'anime d'un retour décevant de Watanabe, estimant qu'il y a un manque d'énergie dans ses projets les plus récents. Il critique les personnages principaux, les accusant d'être trop indifférents et invulnérables face aux dangers auxquels ils ont été confrontés jusqu'à présent. Il ajoute toutefois que les enjeux apocalyptiques offrent un concept intrigant et que les scènes d'action font preuve de créativité, laissant la porte ouverte à une éventuelle révision de l'avis une fois tous les épisodes diffusés.
Augustin Pietron-Locatelli de Télérama a, lui, beaucoup aimé (TTT) cette série :
« C'est comme un bonbon rétro, même une quasi-madeleine pour les aficionados de Cowboy Bebop : Shinichirō Watanabe ressuscite chacune des qualités de son légendaire anime avec ce Lazarus. Moins stellaire, mais toujours cyberpunk, la série sera aussi pour les néophytes une exquise découverte. La formule reste la même – sans vouloir chipoter. (...) Voici les aventures cool et musicales d'une bande de marginaux dont on découvre au fur et à mesure le passé trouble. (...) Le tout moyennant moult bastons énervées et très impressionnantes, mises en scène par le réalisateur, et ex-cascadeur, de John Wick, dans une animation à l'ancienne qui n'empêche nullement de peindre de beaux tableaux futuristes. » 

### Liste des épisodes
| N° | Titre                      | Première diffusion |
| -- | -------------------------- | ------------------ |
| 1  | Goodbye Cruel World        | 6 avril 2025       |
| 2  | Life in the Fast Lane      | 13 avril 2025      |
| 3  | Long Way From Home         | 20 avril 2025      |
| 4  | Don't Stop the Dance       | 27 avril 2025      |
| 5  | Pretty Vacant              | 4 mai 2025         |
| 6  | Heaven is a Place on Earth | 11 mai 2025        |
| 7  | Almost Blue                | 18 mai 2025        |
| 8  | Unforgettable Fire         | 25 mai 2025        |
| 9  | Death on Two Legs          | 1er juin 2025      |
| 10 | I Can't Tell You Why       | 8 juin 2025        |
| 11 | Runnin' with the Devil     | 15 juin 2025       |
| 12 | Close to the Edge          | 22 juin 2025       |
| 13 | The World Is Yours         | 29 juin 2025       |